# 배명고등학교
배명고등학교(培明高等學校)는 대한민국 서울특별시 송파구 삼전동에 있는 사립 고등학교이다.

## 학교 연혁
- 1934년 7월 17일 : 조용구 선생 광희문 배화여학교 광희문 분교 경영권 인수
- 1934년 10월 6일 : 조용구 선생 광희문 배화여학교 설립자 대표로 인가 받음
- 1934년 10월 7일 : 광희문 배화여학교 개교
- 1934년 11월 11일 : 조용구 선생 초대 학교장 취임
- 1936년 6월 19일 : 교명을 광희 배명학교로 개명하고 남녀공학으로 개편
- 1940년 7월 17일 : 성동구 상왕십리 783번지로 교사 이전
- 1942년 1월 28일 : 교명을 경성 배명학교로 개명
- 1945년 11월 7일 : 조용구 선생 배명학원을 설립하고 설립자 겸 교장으로 취임
- 1949년 3월 7일 : 배명초급중학교로 인가받고 조용구 선생 교장으로 취임
- 1949년 3월 7일 : 재단법인 배명학원 설립인가, 조소앙 선생 초대 이사장 취임
- 1950년 6월 26일 : 6.25 전쟁으로 수업 중단
- 1951년 8월 31일 : 교육법 개정에 따라 배명중학교 개편 인가
- 1955년 3월 10일 : 배명고등학교로 설립인가 받음
- 1964년 4월 11일 : 재단법인 배명학원을 학교법인 배명학원으로 변경
- 1984년 2월 25일 : 송파구 삼전동 172-1로 배명중고등학교 이전
- 2006년 9월 16일 : 역사관 및 동문회관 준공
- 2006년 12월 18일 : 체육관 준공
- 2010년 12월 21일 : 명정관(기숙형 생활관) 준공
- 2021년 2월 8일 : 제64회 졸업식 (졸업생수 282명, 역대 졸업생 30,262명)
- 2021년 2월 26일 : 이임상 선생 제9대 이사장 취임
- 2021년 2월 26일 : 남상식 선생 제8대 고등학교장 취임

## 참고 자료
- 배명고등학교 - 한국교육학술정보원 학교알리미